# Trung tâm Thể thao Quốc tế Moi
Trung tâm Thể thao Quốc tế Moi (tiếng Anh: Moi International Sports Centre; viết tắt là MISC) là một sân vận động đa năng ở Kasarani, Nairobi, Kenya. Sân được xây dựng vào năm 1987 cho Đại hội Thể thao châu Phi được tổ chức tại Nairobi. Các cơ sở vật chất bao gồm một sân vận động 60.000 chỗ ngồi với một đường chạy điền kinh và một sân được sử dụng cho bóng đá và rugby union, một hồ bơi kích thước thi đấu, một nhà thi đấu và một khách sạn có sức chứa 108 giường.
Sân vận động đã bị đóng cửa vào tháng 1 năm 2010 để tu sửa với chi phí 900 triệu Kes và được tài trợ bởi một khoản tài trợ cho Chính phủ Kenya của Chính phủ Trung Quốc. Công ty Trung Quốc, Sheng-Li Engineering Construction Company Ltd., đã được ký hợp đồng để tiến hành cải tạo và sân vận động đã được mở cửa trở lại vào tháng 3 năm 2012 sau khi hoàn thành công việc cải tạo.
Vào tháng 4 và tháng 5 năm 2014, sau các cuộc tấn công khủng bố ở Nairobi và Mombasa, sân vận động chính được sử dụng làm địa điểm hành quyết như một phần của 'Chiến dịch Usalama Watch', trong đó hàng nghìn người bị Cảnh sát Kenya vây bắt và bắt giữ.
Sân vận động nằm trong Trung tâm Thể thao đã tổ chức Giải vô địch điền kinh U-18 thế giới 2017.

## Cơ sở vật chất

### Sân vận động Kasarani (Trung tâm Thể thao Quốc tế Moi, Kasarani)

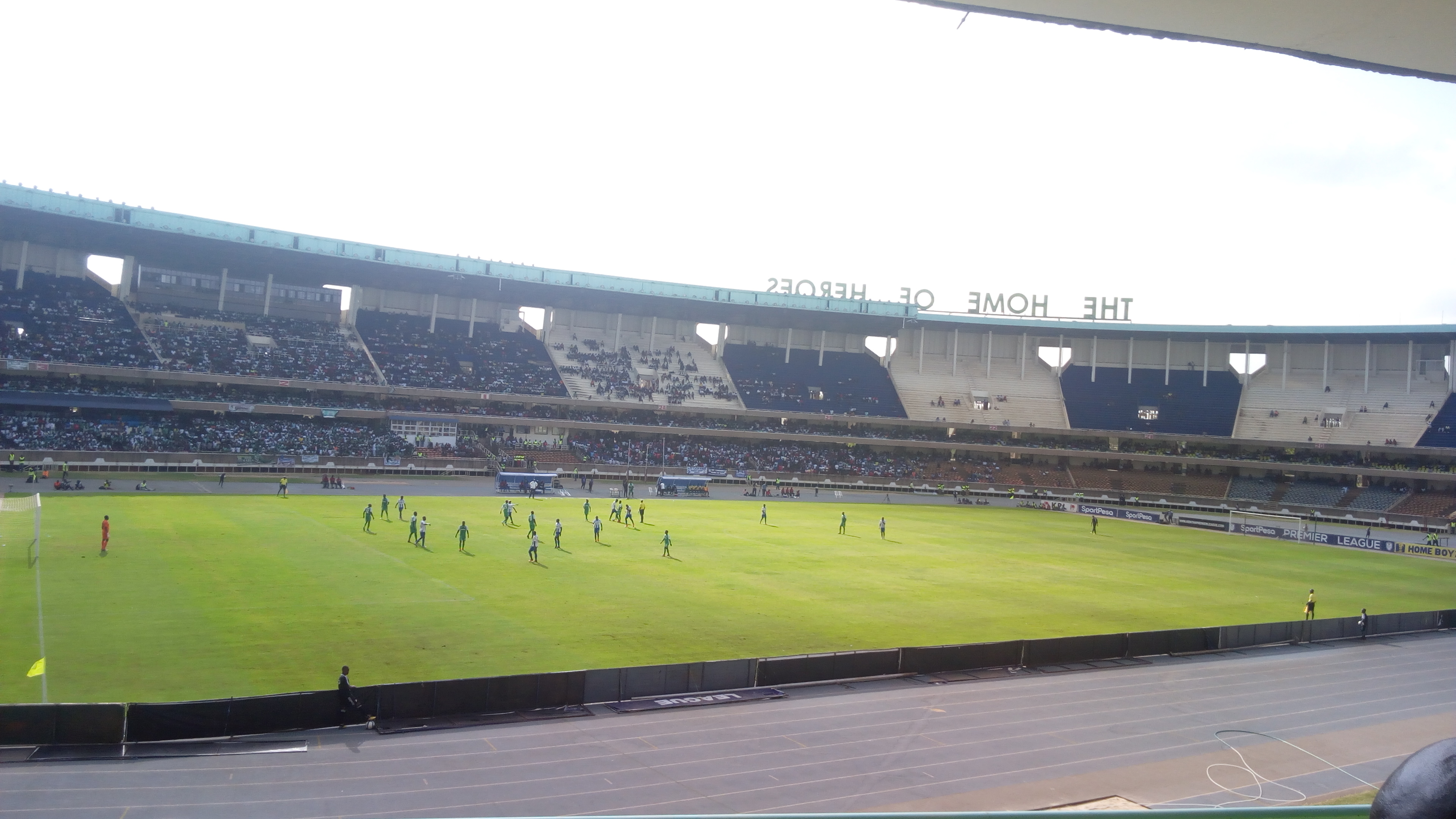
Bên trong Sân vận động Kasarani - Sân vận động lớn nhất Kenya và là nơi tổ chức Giải vô địch điền kinh U-18 thế giới 2017.

Sân vận động chính được sử dụng bởi đội tuyển bóng đá quốc gia Kenya cho hầu hết các trận đấu trên sân nhà của họ, cũng như các đội bóng của Giải Ngoại hạng Kenya là Mathare United và Tusker F.C.
Kể từ năm 2013, giải đấu rugby union Safari Sevens đã được tổ chức tại Sân vận động Kasarani.
Vì lý do tài trợ, sân vận động được gọi là Sân vận động Safaricom Kasarani.

### Nhà thi đấu Kasarani
Nhà thi đấu có sức chứa 5.000 người và tổ chức các môn bóng chuyền, thể dục dụng cụ, bóng rổ, cầu lông, quyền Anh, đấu vật chuyên nghiệp, võ thuật và bóng bàn.
Vì lý do tài trợ, nhà thi đấu còn được gọi là Nhà thi đấu Safaricom.

### Khu liên hợp thủy sinh Kasarani
Nhà thi đấu này bao gồm hồ bơi thi đấu Olympic, hồ bơi khởi động/huấn luyện sâu 1,25 mét, hồ bơi lặn công cộng giải trí và hồ bơi dành cho trẻ em.

### Khách sạn Stadion
Đây là một khách sạn 1008 phòng nằm ở trung tâm.

## Các trận đấu bóng đá quốc tế
| Ngày                 | Giải đấu           | Đội #1 | Kết quả | Đội #2   | Khán giả |
| -------------------- | ------------------ | ------ | ------- | -------- | -------- |
| 11 tháng 9 năm 2018  | Giao hữu quốc tế   | Kenya  | 1–0     | Malawi   | 3.500    |
| 14 tháng 10 năm 2018 | Vòng loại CAN 2019 | Kenya  | 3–0     | Ethiopia | 60.000   |
| 18 tháng 11 năm 2019 | Vòng loại CAN 2021 | Kenya  | 1–1     | Togo     |          |